# Metacharis victrix
Metacharis victrix is een vlindersoort uit de familie van de prachtvlinders (Riodinidae), onderfamilie Riodininae.
Metacharis victrix werd in 1870 beschreven door Hewitson.